# 小行星2540
小行星2540（2540 Blok）是一颗绕太阳运转的小行星，为主小行星带小行星。该小行星于1971年10月13日发现。
該小行星以俄羅斯詩人亞歷山大·勃洛克命名。

## 轨道参数
小行星2540的轨道半长轴为2.1961178 UA，离心率为0.052。